# 埃特雷希
埃特雷希（法語：Étréchy，法語發音：[etʁeʃi] ⓘ）是法国法兰西岛大区埃松省的一个市镇，属于埃唐普区。

## 地理
埃特雷希（48°29'35"N, 2°11'28"E）面积14.06 平方千米，位于法国法蘭西島大區埃松省，该省份为法国北部内陆省份，北起上塞纳省和马恩河谷省，西接厄尔-卢瓦省和伊夫林省，南至卢瓦雷省，东临塞纳-马恩省。
与埃特雷希接壤的市镇（或旧市镇、城区）包括：莫尚、欧韦尔圣乔治、布里耶尔莱塞莱、沙马朗德、绍富尔莱塞特雷希、莫里尼-尚皮尼、圣叙尔皮斯-德法维耶尔、维勒科南。

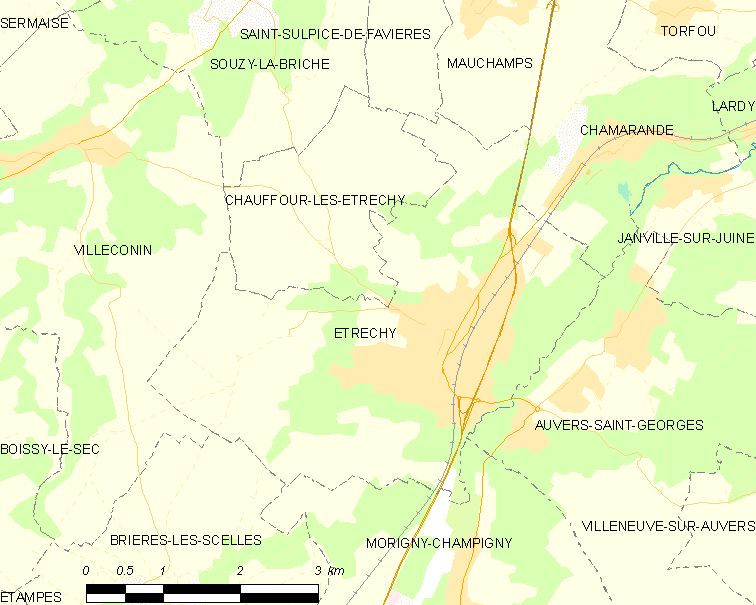
埃特雷希的OSM定位图

埃特雷希的时区为UTC+01:00、UTC+02:00（夏令时）。

## 行政
埃特雷希的邮政编码为91580，INSEE市镇编码为91226。

## 政治
埃特雷希所属的省级选区为杜尔当县。

## 人口

1962-2008年间埃特雷希人口变化图示

埃特雷希于2022年1月1日时的人口数量为6926人。